# Језеро Тврђењава
Тврђењава је језеро која се налази у београдској општини Сурчин.
Стационирано је између канала Галовица и СРЦ Сурчин, није велике дубине а формирано је у облику знака питања. Дужине је нешто мање од 3 км, а на пола га дели насип са којег се може прећи на другу обалу. Ширина језера је око 50 м, а око њега се налазе поља и густи шумски појасеви, па је овде риболов врло актуелан. Језеро је богато цвергланом, често се порибњава бабушком, а присутне су и врсте шарана, лињака смуђа и буцова.